# Gottlieb Mohnike
Gottlieb Christian Friedrich Mohnike, född 1781 i Pommern, död 1841 i Greifswald, var en tysk skriftställare och översättare.
Mohnike, som var konsistorial- och skolråd i Stralsund, författade litteraturhistoriska och teologiska arbeten, bland annat Hymnologische Forschungen (1831–32), samt lämnade framstående översättningar av Tegnérs Frithiofs saga (1826; 19:e upplagan 1885), Nattvardsbarnen (1840; 5:e upplagan 1876), Tegnérs samlade dikter (3 band, 1840), Nicanders Runor (1829), svenska folkvisor (1830 och 1836), Heimskringla (1835–37) med mera. År 1840 tilldelade Svenska akademien Mohnike sin stora prismedalj.